# Shibari

El shibari (縛り‘atadura’) o kinbaku (緊縛 ‘atadura tensa’) es un estilo japonés de bondage que implica atar siguiendo ciertos principios técnicos y estéticos, y empleando cuerdas generalmente de fibras naturales. 
«En pocas palabras, es la técnica de la atadura segura, sensual, dramática y erótica que está siendo elevada a una forma de arte en Japón». (Master K, The beauty of kinbaku, 2008)

## Generalidades
Mientras que shibari define la acción, kinbaku se refiere al arte del encordamiento. Es importante resaltar la diferencia de concepto entre el shibari japonesa y los cordajes de orientación occidental (bondage), que solo pretenden generalmente la inmovilización del sujeto atado. El arte del shibari no implica forzosamente la inmovilización y tiene también otros aspectos, como la calidad estética del conjunto cuerda-atamiento-sumisa o sumiso, el plano triangular formado por el maestro, la persona atada y el espectador (muy importante en la tradición japonesa) y tiene, además, muy en cuenta el efecto energético —negativo o positivo— sobre ciertos puntos del cuerpo de la persona entregada al maestro, relacionados con los meridianos energéticos del cuerpo humano según la tradicional medicina oriental.

## Historia
Durante los siglos XV y XVII, Japón vive inmerso en una etapa de reinos feudales o daimios y guerras civiles, denominada período Sengoku, que significa literalmente ‘país en guerra’. A partir de 1603 hasta 1867 comienza el período Edo bajo el sogunato Tokugawa. Ya antes de ese período existían diversas formas, fuertemente ritualizadas, para atrapar e inmovilizar por medio de cuerdas a un samurái enemigo en el mismo campo de batalla. Posteriormente, un código punitivo de 1542 regulaba el uso de cuerdas en la tortura y apresamiento de enemigos y criminales. Existían cuatro formas básicas, que incluían la humillación y la incomodidad (hasta la tortura) para los prisioneros. Estas penas desaparecieron con el reino Tokugawa. En el período Edo (1600-1878) se desarrolló una arte marcial, llamado hojōjutsu, cuyo objetivo era atrapar y mantener retenidos a enemigos o criminales por medio de cuerdas. Se desarrollaron técnicas muy precisas para lograr este fin (a veces cada comunidad rural y cada familia de samuráis tenían las suyas); de modo que al exponer en la plaza pública al prisionero maniatado o colgado, la gente podía observar: la forma de las ligaduras y el tipo de cuerda, deducir la clase social del reo, el crimen que se le imputaba y, a veces también su edad y profesión.
Muchos expertos opinan que el hojōjutsu, una arte marcial que consiste en inmovilizar al oponente atándole, es el auténtico precursor del shibari, y por tanto del bondage. Aunque este último término tiene una índole más occidental y que en ocasiones lleva a confundir y por lo tanto a comparar ambos términos. Durante cientos de años, la policía nipona que acabarían por ser, más adelante, los samuráis sin señor ni katana que durante el período Edo, perdieron todos sus privilegios por orden del sogunato; empleaban estas técnicas secretas (nadie que no fuera de esta posición social podía ver su ejecución) para inmovilizar a los criminales. Debían seguir tres normas inviolables al ejecutar un hojōjutsu:
- El prisionero no debía sufrir daños permanentes.
- El prisionero no debía poder escapar.
- Nadie que no perteneciese a esta clase social debía presenciar su técnica.

Aún hoy en día, la policía nipona sigue practicando sistemas de lucha como el taihojutsu, que incorporan antiguas técnicas hojōjutsu para los atamientos.
Hacia finales del período Edo aparece la primera documentación sobre el shibari propiamente dicho, en forma de imágenes donde se muestra el uso de la cuerda con fines eróticos. En el castillo de Matsumoto se pueden encontrar los primeros dibujos señalando el paso del shibari de técnica marcial y de tortura a práctica de refinada sensualidad. La documentación sobre el shibari nipona anterior a ese momento es muy escasa, aunque se menciona en la literatura popular.
El paso definitivo a hacia lo que hoy en día conocemos como kinbaku o shibari en Occidente, se da a través de las estampas niponas, xilografías ukiyo-e, en las cuales se representaban aquellos aspectos de la vida y de la naturaleza que significaban belleza y placer. Un tipo de impresión ukiyo-e llamada «shunga» tenía contenido erótico explícito; el término «shunga» significa ‘imagen de la primavera’ donde ‘primavera’ hace alusión a un eufemismo nipón común para la actividad sexual. En el período Edo las shunga buscó expresar las costumbres sexuales de la clase mercantil en la más amplia variedad de formas posibles y, por lo tanto, representaba el amor heterosexual y homosexual, de los viejos y jóvenes y una amplia gama de fetiches. Tal variedad se debió al hecho de que la percepción de la sexualidad en Japón difería marcadamente de la del mundo occidental moderno. Se conocen xilografías del siglo XIX con motivos de prisioneros atados, escenas de tortura judicial y de tortura erótica en donde el medio de privación del movimiento eran las cuerdas. Posteriormente estas imágenes llegan al kabuki con la narración de historias cotidianas en donde los villanos eran apresados, castigados y torturados y las cuerdas eran el instrumento escénico utilizado para representar la acción; hubo también un componente erótico en el kabuki y las escenas de doncellas virtuosas (papeles interpretados por onnagata) atadas eran la sensación del público.
Esta tendencia continuó durante el período Meiji temprano en las llamadas producciones de “nuevo teatro”, donde se trataron temas aún más contemporáneos en obras representadas bajo estándares del teatro occidental, escenarios y actuaciones más espontáneas. Durante este período, específicamente en 1896, un niño de catorce años llamado Itō Hajime entró al teatro Haruki en Tokio y vio uno de estos melodramas. Así comenzaría una fascinación de por vida con el seme (dominante) y seme-e (arte que representar una escena de dominación o castigo) que cambiaría el curso del arte erótico en Japón. Hajime creció para ser Itō Seiu, reconocido como el padre de los modernos shibari y kinbaku.
En el libro La historia de la fotografía erótica japonesa de Shimokawa Kōshi, 1995, se ofrece una descripción anecdótica de este evento: «En Meiji 29 (1896), en junio, en el teatro Haruki de Tokio, se estrenó una obra de teatro sobre la guerra sino-japonesa, Nisshin Sensō: Yōchi no Katakitan. La historia trata de tres enfermeras militares que caen en manos enemigas. Son torturadas, pero siendo leales y patrióticas, se niegan a hablar. Después de la guerra, estas tres enfermeras se encuentran nuevamente con los soldados que las torturaron, pero en una muestra de humanidad japonesa, perdonan a sus torturadores [...] Esta obra fue muy popular ya que el servicio de enfermeras militares acababa de establecerse y la gente estaba interesada en sus experiencias en la guerra. Esta historia sobre las enfermeras y su patria atrajeron al público de esa época. Había algo más sobre la obra que tuvo un gran efecto. Hubo una escena tras otra en la que las enfermeras eran atadas y torturadas con su cabello despeinado y sus muslos y sus senos azotados. En ese momento, todavía no había actrices y los papeles de las tres enfermeras estaban representados por onnagata [...] Se decía que eso era muy erótico y dio mucho de qué hablar. El gran artista de seme-e, Itō Seiu, vio esta obra cuando aún era un niño y dijo: “Mi pecho se aferra a las escenas donde el cabello de la enfermera se despeinó”. Después de esto, se abrieron muchas otras obras con temas similares y hubo un éxito repentino sadomasoquista. Como dijo Seiu: “Es cierto que el teatro en ese momento avivó el interés público en el shibari”».
Itō nace en medio de un período histórico en el que Japón intenta occidentalizarse apresuradamente, las estampas shunga y las costumbres de los samuráis son vistas como parte de un pasado vergonzoso que debe quedar atrás si quieren que Occidente los vea con respeto, como una nación moderna y poderosa. A finales del siglo XIX y principios del XX, las guerras contra los chinos (1894-1895) y los rusos (1904-1905) trajeron a Japón victorias que Occidente no esperaba y lo impulsaron a la vanguardia de las naciones modernas; la carrera hacia el modernismo y el militarismo no tenía reversa. Itō alimentó, en medio de sus inclinaciones sádicas, una nostalgia hacia el pasado feudal; se especializó en representar escenas cotidianas de la historia y las costumbres del viejo Edo; intentó varios trabajos en su carrera temprana, incluida la creación de fondos pintados para el kabuki y trabajar como ilustrador para el Yomiuri Shimbun, todavía uno de los principales diarios de Tokio, para ganarse la vida. En cuanto a la fijación que finalmente lo haría famoso, tuvo que mantenerla decididamente oculta. 
A fines de la década de 1920 y principios de la década de 1930, Itō estaba por sus cuarenta años y comenzaba a ganar cierto reconocimiento como artista con la publicación de varios libros de sus ilustraciones del período Edo. En privado, también comenzó a publicar sus estudios de seme y seme-e. Entre los primeros de sus libros publicados fueron Seme no kenkyu (‘Investigación de dominación’) de 1928 y Seme no hanashi (‘Discusión de dominación’) de 1929, obras que podrían catalogarse como las primeras colecciones de fotografías, comentarios y arte de shibari verdadero publicados en Japón. En ellas, Itō presentó, por primera vez en el arte nipón, imágenes que eran fundamentalmente de concepción erótica y obviamente de orientación sadomasoquista.
Fue un excelente dibujante y colorista capaz de representar variaciones sutiles en psicología y estado de ánimo, como lo demuestra la hermosa imagen de una mujer atada en la nieve con su cabello negro en desorden. Su uso de modelos desnudas o cuasi desnudas siendo sometidas fue revolucionario. Su inspiración fue los castigos de la era Edo, tanto oficiales como privados. La técnica de Itō era fotografiar a sus modelos después de atarlas y torturarlas de varias maneras y luego usar las fotos como base para sus pinturas. De esta manera consigue finalmente representar todos los castigos de la era Tokugawa (varias suspensiones, presión con piedras, etc.), incluidos castigos privados como el mokuba (caballo de madera), usado cuasi exclusivamente en mujeres. 
Itō fue definitivamente un sádico. Sus compañeras masoquistas eran participantes dispuestas y no hay forma de saber hasta dónde llegó a aproximarse a torturas reales. De sus escritos se deduce que trató de tener cuidado de no dañar a sus compañeras creando técnicas más seguras para aproximarse a las dramáticas escenas de seme que deseaba pintar. Este enfoque es la influencia para los artistas que incursionan en el kinbaku en las décadas venideras. Sin embargo, al menos durante la creación de una de sus obras más famosas, La mujer que sufre en la nieve, inspirada en su fascinación por la leyenda de la princesa Chūjō y otros cuentos, claramente fue demasiado lejos, drama reproducido en la película Nikkatsu roman de 1977 del director Tanaka Noboru, Hakkinbon bijin ranbu yori: Semeru!, la última entrada de su trilogía.
En 1920, recién finalizada la Primera Guerra Mundial, nació en Kioto, Suma Toshiyuki, quien sería uno de los más grandes ilustradores, pintores y escritores de revistas especializadas en sadomasoquismo en la segunda mitad del siglo XX en Japón, pero también reconocido como Kinbakushi (maestro del shibari/kinbaku) bajo el pseudónimo de Reiko Kita. Cuando era niño, se encontró con la xilografía El tormento de Itō Seiu en el libro Estudio sobre las costumbres anormales, que tomó de la biblioteca de su abuelo, esto lo marcaría de por vida llevándolo a explorar en las aguas del sadomasoquismo. Por las dotes que desde niño se vislumbraba como dibujante, entró en la escuela de bellas artes de Kioto, de donde se retiró de manera prematura convirtiéndose en aprendiz del pintor nipón Kobayashi Baisen a la edad de quince años. A los diecinueve es reclutado en la Marina y en 1944 durante la Segunda Guerra Mundial el barco en el que servía (el Hokuriku Maru) es hundido en el canal de Bashi. Terminada la guerra es dado de baja de la Armada y termina sin rumbo fijo, por diferentes regiones de Japón, empleándose en diversos oficios para ganarse la vida. Al final de este periplo se convierte en reportero y redactor editorial del periódico vespertino de su ciudad natal Central Kyoto News.
Durante la década de 1940 surgen en Japón importantes publicaciones de lo que sería la prehistoria del manga, las kasutori, denominación adoptada por el vocablo usado para referirse al sake artesanal y vendido de manera ilegal, se caracterizaban por ser revistas de bajo presupuesto, impresas como folletines en papel muy económico, hecho con residuos de caña y de maderas, lo que daba un producto amarillento de baja calidad. Su contenido eran historietas románticas, violentas o de aventuras, narradas mediante textos y dibujos, más adelante también fotografías, que se publicaban por entregas. Aparte incluían artículos de variedades y columnas editoriales. A pesar de su estética rudimentaria los lectores de estas revistas eran ilustrados, apreciaban el arte, la calidad de los dibujos y la narración.
En el verano de 1947 Kiyoshi Sugiyama, que trabajaba con Suma Toshiyuki en Central Kyoto News, lo llevó a la oficina editorial de la revista kasutori Kitan Club, lo que le dio la oportunidad de comenzar a dibujar ilustraciones para esta publicación. Durante estos primeros años Kitan Club publicaba tanto contenido romántico como de aventuras heroicas con algunos esbozos de sadomasoquismo. Pero Suma Toshiyuki siempre estuvo interesado en el tema y estudió en profundidad la obra de Itō Seiu y sus performances. En 1952 el editor en jefe de Kitan Club, Yoshida, comenzó a buscar nuevas ideas para ayudar a aumentar la circulación, historietas con un contenido marcadamente sadomasoquista fueron elegidas y comenzaron a aparecer relatos escritos y dibujados enteramente por Reiko Kita. En la edición de julio exactamente, ocurrió un verdadero avance comercial cuando la revista publicó la famosa ilustración de Reiko, Diez posiciones de una mujer atada desnuda. Este dibujo lineal simple, pero elegante de diez imágenes de shibari causó sensación en el público comprador y aumentó significativamente las ventas. Estaba el editor, Yoshida, tan complacido, que estableció el rumbo futuro del Kitan Club firmemente en dirección al sadomasoquismo erótico. Esto significaría para la historia, convertirse en la primera revista especializada en shibari/kinbaku, con imágenes sexuales explícitas, dirigida a un público interesado en la dominación erótica. Reiko puso en la palestra lo que era, en gran medida, la pasión oculta de Itō Seiu. Después de esto no hubo freno, historia tras historia, dibujo tras dibujo. 
Kita produjo al menos tres versiones diferentes de su famosa ilustración (con mujeres cada vez más atadas) para varias ediciones de Kitan Club. Historias de dominación masculina también fueron creadas y también demostraron ser muy populares. En el verano de 1952 se alcanzó un segundo hito cuando el editor Minomura, después de obtener el permiso de la editorial, le pidió a Tsujimura que atara a la modelo Kawabata Tanako para la primera fotografía de desnudo de Kitan Club. Las fotografías de modelos desnudas habían aparecido en otras revistas antes de esto, pero este fue el primer desnudo con ataduras hecho expresamente para una revista orientada al sadomasoquismo, ofrecida para la venta general, a diferencia de las publicaciones privadas y ocultas de Itō. Este evento también marcó, como Tsujimura declaró en un artículo autobiográfico publicado años después (SM King. Julio de 1973), el primer uso de las palabras «kinbaku» y «modelo de kinbaku» en forma impresa. Antes de 1952, Itō Seiu en sus muchos libros y escritos siempre usaba las palabras «shibari» y «seme», entre otros términos, cuando hablaba de su trabajo. Sin embargo, después de 1952 y tras el aumento de la popularidad de Kitan Club, se comenzó a usar la palabra «kinbaku» para describir la atadura de cuerda sofisticada y de estilo nipón.
Las fotografías de mujeres desnudas atadas se estaban volviendo mucho más comunes y varios fotógrafos se esforzaron por crear patrones llamativos y diseños audaces. Sin embargo, en algunas fotografías, el kinbaku se convirtió en secundario y se notaba como las cuerdas estaban sueltas, puestas sobre las modelos que obviamente solo estaban posando. De hecho, hubo un verdadero estallido de esto durante los primeros años de las primeras revistas sadomasoquistas, esto enfureció a personas como Itō Seiu y seguidores como Reiko Kita que lo consideraban una «imitación despreciable del verdadero arte de la atadura». Para ellos las ataduras eran algo más que un amarre mecánico de cuerdas alrededor del cuerpo de un sujeto. Para Itō, esas técnicas falsas conducían al comercialismo y la pornografía. La verdadera pasión y emoción, así como la habilidad del atador demostrarían si el kinbaku debía llamarse arte. El desprecio de Itō Seiu contra estas obras “falsas” de arte de ataduras lo llevó a dedicar sus energías en los últimos años de su vida a la creación de una “escuela” distinta de ataduras y esta escuela con el tiempo se convirtió en el modo principal de atadura con cuerdas como forma de arte en Japón. El que Itō, sea considerado uno de los padres fundadores del kinbaku como un medio de expresión artística basada en el erotismo y la estética, es el resultado de esto.

## Introducción a las prácticas
Pese a hundir sus raíces en técnicas de tortura, el moderno arte de los juegos eróticos con cuerdas no es en absoluto cruel ni violento. Se trata de una práctica totalmente consensuada, con técnicas y límites definidos. Tanto el shibari como el bondage han desarrollado estéticas y técnicas propias.

### Técnica
Para realizar las ataduras se suelen emplear cuerdas de 7 u 8 metros, aunque algunos emplean también puntualmente cuerdas más cortas o más largas. Generalmente se usan cuerdas de fibras naturales (cáñamo, yute, coco, arroz...). La palabra japonesa asanawa empleada a menudo por atadores japoneses hace referencia a cuerdas de fibra natural, sin hacer distinción entre cáñamo y yute. 
En las ataduras japonesas se emplean habitualmente diversas figuras o patrones. Algunas de las más habituales son:
- (Ushiro) takate kote o gote (後ろ高手小手): Patrón frecuente empleado a menudo como base de la atadura. Captura la parte superior del torso inmovilizando los brazos generalmente tras la espalda (ushiro significa ‘detrás’) en forma de u o equis.
- Kikkō (亀甲): Atadura corporal con formas hexagonales (similares a un caparazón de tortuga) en la parte delantera del torso.
- Hishi: Atadura corporal con formas diamantinas o romboidales. Es una de las formas más populares, muy extendida por ejemplo en el manga. En Occidente se ha empleado para alguna de sus variantes el término nipón karada (‘cuerpo’).
- Matanawa: Atadura que se centra en la parte genital.
- Ebi (海老): Es una atadura similar a una posición sentada de loto con la espalda muy curvada sobre las piernas.
- Tazuki: Arnés corporal cruzado en forma de equis.
- Tsuri (吊り): Cualquier atadura que incluya una suspensión corporal.
- Teppō (鉄砲): También conocida como «atadura del rifle», sitúa los brazos siguiendo una línea diagonal.
- Gote gasshō (後手合掌): Atadura con las manos en la espalda en posición de plegaria.

### Precauciones
La realización incorrecta de las ataduras, especialmente si las figuras incluyen suspensión total o parcial, puede provocar lesiones de diversa gravedad en nervios, tejidos o articulaciones. Se suelen realizar ciertas recomendaciones de seguridad: 
- El roce de la cuerda sobre la piel puede provocar abrasiones si el movimiento es demasiado rápido o brusco.
- Tener al alcance de mano tijeras (preferiblemente de punta roma) permite cortar las cuerdas rápidamente en caso de emergencia.
- Establecer comunicación con la persona atada permite detectar situaciones de peligro: diferentes escuelas favorecen la comunicación verbal o la no verbal.
- Se aconseja comprobar regularmente las extremidades de la persona atada.
- Las formas de prevenir daño en nervios y articulaciones varían entre diferentes escuelas.
- Se deben tomar precauciones especiales con modelos sin experiencia, con presión sanguínea baja, problemas cardiorrespiratorios o de circulación.

## Léxico
- Hojōjutsu (捕縄術?): arte marcial consistente en la inmovilización de prisioneros, primitivo antecesor del shibari.
- karada: arte de realizar un bondage a la japonesa.
- kotori: shibari en suspensión.
- nawa: cuerda.
- Nawashi (縄師?): artista de la cuerda, es más correcto usar la palabra Bakushi. Nawashi puede (mal) entenderse como fabricante de cuerdas.
- nawashibari: atar con cuerda.
- musubime: nudo.
- Shibari (縛り?): acción de atar a alguien.